# Чемпионат Южной Америки по волейболу среди женщин 1951
1-й чемпионат Южной Америки по волейболу среди женщин прошёл с 15 по 22 сентября 1951 года в Рио-де-Жанейро (Бразилия) с участием 4 национальных сборных команд. Чемпионский титул выиграла сборная Бразилии.

## Команды-участницы
Аргентина, Бразилия, Перу, Уругвай.

## Система проведения чемпионата
4 команды-участницы провели однокруговой турнир, по результатам которого определена итоговая расстановка мест.

## Результаты
| М | Команда   | 1   | 2   | 3   | 4   | И | В | П | С/П | О |
| - | --------- | --- | --- | --- | --- | - | - | - | --- | - |
| 1 | Бразилия  |     | 2:1 | 2:0 | 2:0 | 3 | 3 | 0 | 6:1 | 6 |
| 2 | Уругвай   | 1:2 |     | 2:0 | 2:0 | 3 | 2 | 1 | 5:2 | 5 |
| 3 | Перу      | 0:2 | 0:2 |     | 2:0 | 3 | 1 | 2 | 2:4 | 4 |
| 4 | Аргентина | 0:2 | 0:2 | 0:2 |     | 3 | 0 | 3 | 0:6 | 3 |

15 сентября: Бразилия — Уругвай 2:1 (15:9, 1:15, 15:4).
17 сентября: Перу — Аргентина 2:0 (15:10, 156:13).
18 сентября: Уругвай — Аргентина 2:0 (15:7, 15:9).
20 сентября: Бразилия — Перу 2:0 (15:5, 15:11).
21 сентября: Уругвай — Перу 2:0 (15:6, 15:9).
22 сентября: Бразилия — Аргентина 2:0 (15:9, 15:6).

## Итоги

### Положение команд
| Бразилия     |
| Уругвай      |
| Перу         |
| 4. Аргентина |

### Призёры
Бразилия: Мария Азеведо (Пекуэнина), Элена Бинс, Вера Трезойтко, Элена Валенте, Кармен Кастельо Бланко (Карминья), Дайсе Тайно, Зильда Ульбрихт (Кока), Марлен Гедес Шенкель, Орайда, Адаир Мата Фалькао, Роза Бастос О’Ши (Розинья), Тереза, Жуана Рибейро Фрейре, Изаура Марли Гама Алвес (Марли). Главный тренер — Адолфо Гильерме.
  Уругвай: Бьянка, Челика, Силла, Ойка, Хайди, Стефания, Ольга, Паулина, Нина.
  Перу: Ортенсия, Мариса, Пилар, Кармен, Ортенсия, Филомена, Маргарита, Фанни, Берта.